# Langelurillus spinosus
Langelurillus spinosus là một loài nhện trong họ Salticidae.
Loài này thuộc chi Langelurillus. Langelurillus spinosus được Maciej Próchniewicz miêu tả năm 1994.